# Jean-Henry Céant
 (mai 2014).
Si vous disposez d'ouvrages ou d'articles de référence ou si vous connaissez des sites web de qualité traitant du thème abordé ici, merci de compléter l'article en donnant les références utiles à sa vérifiabilité et en les liant à la section « Notes et références ».
 (mars 2015).
Jean-Henry Céant, né le 27 septembre 1956 à Goureau, quartier de la Croix-des-Missions, commune de Tabarre (Haïti), est un notaire et homme d'État haïtien, candidat à la présidence de la République à plusieurs reprises et Premier ministre du 17 septembre 2018, au 18 mars 2019.

## Biographie

### Vie privée
Son épouse, Chantal Volcy, est formée aux affaires internationales et milite en faveur des problématiques de genre en Haïti. Ils ont quatre enfants : deux filles (Jeuneviève et Jennifer) et deux garçons (Jean-Bernard et Jean-Joseph).

### Études et formations
Bachelier en 1977, il s'inscrit tout de suite à la faculté de droit et de sciences économiques de l'université d'État d'Haïti. En début d'année 1981, ses camarades l'élisent président du comité des étudiants en droit[réf. nécessaire].
Parallèlement à ses études de droit, il apprend la comptabilité à l'École de commerce Julien Craan, les statistiques à l'Institut haïtien de statistiques et d'informatique (IHSI), l’informatique à CISA et l'espagnol à l'Institut Lope de Vega. Pour compléter sa formation comme notaire de droit latin, en 1997, il suit des cours spécialisés en droit notarial en Espagne à l'université pontificale de Comillas et en 2001 à l'université du notariat organisé chaque année par l'Union Internationale du Notariat conjointement avec le Conseil Supérieur du Notarial Français. Il participe à différents congrès et séminaires au niveau international portant sur la fiscalité, les documents électroniques, l'acte électronique, la circulation sans frontières des actes authentiques et le titrement[Quoi ?].

### Carrière professionnelle
En 1980, il est nommé chef comptable des entreprises Eddy Azael - Issa Talamas. À la fin de la même année, il occupe le poste de chef de service de statistique à l'Office des promotions des denrées d'exportation (Oprodex). Il devient, en 1986, notaire dans la commune de Port-au-Prince et ouvre son bureau sous le nom d'Études Notaire Céant. Dès 1992, il est nommé secrétaire général de l'association syndicale professionnelle de notaire de Port-au-Prince (ASNOP), dont il est par ailleurs membre fondateur.
En 1987, en tant que juriste et conseiller, il anime des séminaires et des conférences au profit des étudiants, des jeunes, mais également pour des cadres de l'administration privée et publique haïtienne parmi lesquels : l'association des professionnels du droit, le Barreau de l'ordre des avocats de Port-au-Prince, l'association des notaires de Gonaives, le Centre de management professionnel (CMP), les institutions bancaires (UH, Sogebel, Sogebank, Unibank, Capital Bank), la chambre franco-haïtienne de commerce et d'industrie, la Sofihdes et autres. Les principales thématiques abordées sont les pièges de l'immobilier, les hypothèques, plaidoyer pour la modernisation du notariat haïtien, comprendre la profession de notaire. En 1995, il est nommé représentant du notariat haïtien au sein de l'Union internationale du notariat latin. Il devient ensuite vice-président de la commission Amérique du Nord, Centrale et des Caraïbes de l'Union internationale du notariat latin.
En 1993, il entame une carrière parallèle comme pédagogue et conférencier et il enseigne à l’université Quisqueya, l’université GOC et à l’École nationale d’administration financière (Enaf). Il anime de nombreuses émissions de vulgarisation, tant à la radio qu’à la télévision, et qui ont toutes pour vocation d’informer et de former les citoyens sur leurs droits et devoirs (particulièrement dans l’émission titrée : en créole « Dwa Pou Tout Moun » en français « Droit pour tout le monde »).
Il fonde aussi, avec des proches, plusieurs organisations à caractère socio-culturel. Il a occupé les fonctions de membre fondateur et professeur à l’Amicale des juristes, membre fondateur et conseiller de la Fondation haïtienne pour un support à la formation universitaire (FHASFU), concepteur et membre fondateur du groupe « À l'écoute du savoir et de l'expérience » – Salle de conférence Frankétienne, membre fondateur et conseiller de l'association « Les professionnels du droit » et fondateur principal de l'Institut « Dwa Pou Tout Moun ».
En 1995, il devient membre adhérent à l’Union internationale du notariat et siège aujourd’hui à titre de conseiller général. Il est aussi secrétaire général de l’Association syndicale des notaires professionnels d'Haïti (Asnoph).

### Action caritative
En octobre 2009, il fonde avec quelques amis le Collectif Aimer Haïti (Agir ici maintenant et ensemble pour reconstruire Haïti), dont il devient le vice-président. À la suite du séisme du 10 janvier 2010 en Haïti, le collectif met en place un hôpital de secours dénommé Centre médical Aimer Haïti qui a reçu près de 600 personnes par jour pendant deux ans.
En 2014, il fonde l'organisation sociale « Tout Moun Ladan'l ».
Dans son combat politique, il bâtit son plan d'action en s'investissant principalement pour les femmes, les paysans, les jeunes  et la Diaspora Haïtienne. Il s’engage dans le social notamment dans la formation des jeunes, la promotion et la vulgarisation du droit en général. Il prête ses services à titre de bénévole à de multiples organisations de la communauté haïtienne vivant à l’étranger, à des associations nationales et internationales dans la mise en place de leurs projets et actions[réf. nécessaire]. En 1999, il a été animateur de séminaire de danses internationales à l’École de danses internationales Harry Policard[réf. nécessaire].
Il est membre fondateur et conseiller de plusieurs institutions de développement et sociales telles que : 
- 1998 : Le Centre de recherche et de développement communautaire de Tabarre (CREDECT) et la Coopérative de logement COLOFE
- 2006 : La Fondation haïtienne pour un support à la formation universitaire (FHASFU)
- 2007 : Les professionnels du droit
- 2014 : La fondation CHADEC (Centre haïtiano-arabe pour le développement, l’éducation et la culture). Pendant cette même période, il conçoit le groupe À l'écoute du savoir et de l’expérience qui par la suite construisit la salle Franketienne destinée pour accueillir des conférences de tout horizon divers.

Il a siégé à titre de conseiller dans le conseil ad hoc de l'Office national du cadastre, l'ONG Habitat pour l'humanité, l'hôpital Saint-Joseph, du projet SIMACT. Il est depuis 2011 membre du Conseil économique de  l'archevêché de Port-au-Prince (Église catholique) et en 2012, il fut membre d'honneur de l'association de jeunes dénommée Club d’une jeunesse haïtienne concernée[réf. nécessaire].

### Élections présidentielles de 2010, 2015 et 2016
Il est candidat à la présidence de la République pour les élections de 2010 sous la bannière du groupement politique « Renmen Ayiti », obtenant 3,07 % des suffrages. De nouveau candidat en 2015, il obtient 2,50 % des suffrages, puis 0,75 % en 2016, après l'invalidation du premier scrutin.

### Premier ministre
Le 6 août 2018, près d'un mois à la suite de la démission de Jack Guy Lafontant survenue après des émeutes des 6 et 7 Juillet 2018, Jean-Henry Céant est nommé Premier ministre par le président de la République Jovenel Moïse.
La composition gouvernementale est annoncée le 6 septembre. Il obtient la confiance du Sénat dans la nuit du 14 au 15 septembre 2018 et la Chambre des députés fait de même le 16 septembre. Le président Jovenel Moïse procède à son installation ainsi qu'à celle de son cabinet ministériel le 17.
Jean-Henry Céant avait pour mission de rétablir la paix, de calmer les esprits et retrouver la sérénité dans la vie nationale et de rétablir l’image du Président Jovenel Moïse qui était lors en mauvaise posture avec toutes les couches de la société notamment l’opposition et la communauté internationale.
Un pari difficile à gagner : peyi lock (pays-fermé), manifestation Petrochallenger, manifestation de l’opposition, débarquement de mercenaires américains, rien ne semble favorable à Céant. Connu pour être un rassembleur et l’homme de tout le monde, Jean-Henry Céant a joué toutes ses cartes et ses relations pour mener sa mission et relever les défis.
Sa période sera surtout marquée par sa volonté à faire lumière sur la dilapidation des fonds Petrocaribe et sa proposition d’un Pacte de Gouvernabilité (consensus national d’un pacte de gouvernabilité à travers un dialogue. Une première assise dans l’histoire d’Haiti réunissant toutes les couches de la société et de la Communauté internationale le 22 Janvier 2019. Jovenel Moise en plein discours de circonstance exprimera son insatisfaction de n’avoir pas vu certaines figures dans la salle. La froideur et le manque de confiance s’installeront entre les deux hommes, guerre froide entre le Palais et la Primature.
Le 18 mars 2019, soit à peine six mois après sa nomination, Jean-Henry Céant, est renversé par la chambre des députés lors du vote d'une motion de censure qui recueille 93 voix pour, 13 contre et 6 abstentions,, ceci en pleine convocation au Sénat avec son Ministre de la Justice Roody Aly et Reynaldo Brunet (ministre de l’intérieur) sur le dossier des Mercenaires. Le 20 Mars Jean-Henry Céant envoie sa lettre de démission au Président Jovenel après avoir constaté que ce denier a nommé Jean-Michel Lapin Premier ministre par intérim en dehors des prescrits de la constitution.
Jean-Henry Céant restera le dernier Premier Ministre ayant passé devant le parlement pendant la fin du règne de Jovenel.

## Publications
- Bienfaiteur-Argent de l’Université Notre Dame d’Haïti (UNDH), Haïti, 1999
- Bienfaiteur -Argent pour son Engagement à la Lutte contre le Sida de l'Ambassadeur des États-Unis et l’Ambassadeur de France, Haïti, 2002
- Diplôme d’Honneur, Lauréat du concours de Dictée par  l’Université du Notariat, Paris, 2006
- Appréciation de l'A.F. Shana, Foot-ball, Haïti, 2007
- Appréciation Award  – Toastmaster par le Club Capucine, Haïti, 2008
- Honneur et Mérite par l'Association des Notaires des Gonaïves (ASNOG), Haïti, 2008
- Honneur et Mérite du Collège Gérard Gourgues, Haïti, 2008
- Distinction par NOAH, New York, 2009
- Appréciation par l'Islamic Medical Association of North America (IMANA), Miami, 2010
- Distinction -SIMACT FOUNDATION The  Borough of Brooklyn, NY, Citation, New York City Council Citation, New York State Assembly Citation, New York, 2010
- Appréciation  de MCTV Network, Boston, 2014
- Vade-Mecum du notaire et de ses clients, 2005
- Analyse sur le processus électoral (avec la collaboration du collectif A.I.M.E.R. Haïti), 2005
- Vade-Mecum de l'agent de la fonction publique et de l'administré (Tome I, Tome II, Volume I et II), 2006-2008
- 20 ans de législation haïtienne (en collaboration avec l’association Les professionnels du droit, 2009
- Dictionnaire juridique (4 tomes), 2008
- Loi du 15 avril 2010 : état d'urgence, un cheval de Troie, 2010